# المخنق (الصومعة)

تعديل مصدري - تعديل

المخنق هي إحدى قرى عزلة ال عبيد بمديرية الصومعة التابعة لمحافظة البيضاء، بلغ تعداد سكانها 575 نسمة حسب تعداد اليمن لعام 2004.